# Kulturåret 1797

## Priser och utmärkelser
- Svenska Akademiens stora pris – Frans Michael Franzén för dikten Sång över greve Gustaf Philip Creutz

## Nya verk
- The Italian, or the Confessional of the Black Penitents av Ann Radcliffe
- The Manuscript Found in Saragossa av Jan Potocki
- Pojkarne av Anna Maria Lenngren

## Födda
- 10 januari – Annette von Droste-Hülshoff (död 1848), tysk författare.
- 31 januari – Franz Schubert (död 1828), österrikisk tonsättare.
- 7 mars – Carl Schwencke (död 1870), tysk pianist och tonsättare.
- 27 mars – Alfred de Vigny (död 1863), fransk romanförfattare, dramaförfattare och poet.
- 17 juli – Paul Delaroche (död 1856), fransk målare.
- 30 augusti – Mary Shelley (död 1851), brittisk författare.
- 8 augusti – Joseph-Nicolas Robert-Fleury (död 1890), fransk målare.
- 7 september – Per Erik Wallqvist (död 1855), svenska balettmästare.
- 19 september – January Suchodolski (död 1875), polsk målare och officer.
- 28 september – Sophie von Knorring (död 1848), svensk författare.
- 4 oktober – Jeremias Gotthelf  (död 1854), schweizisk författare.
- 26 oktober – Giuditta Pasta (död 1865), italiensk sopran.
- 29 oktober – Friedrich Loos (död 1890), österrikisk målare, etsare och litograf.
- 29 november – Gaetano Donizetti (död 1848), italiensk tonsättare.
- 13 december – Heinrich Heine (död 1856), tysk författare.
- 27 december – Mirza Ghalib (död 1869), indisk författare.
- okänt datum – Ando Hiroshige (död 1858), japansk konstnär.

## Avlidna
- 1 januari – Johan Edler d.ä. (född 1734), svensk bildhuggare.
- 2 februari – Pasquale Anfossi (född 1727), italiensk tonsättare.
- 8 februari – Johann Friedrich Doles (född 1715), tysk tonsättare.
- 11 februari – Antoine Dauvergne (född 1713), fransk tonsättare och violinist.
- 18 mars – Friedrich Wilhelm Gotter (född 1746), tysk skald.
- 31 mars – Olaudah Equiano (född 1745), nigeriansk-brittisk slav och självbiografisk författare.
- 28 maj – Anton Raaff (född 1714), tysk tenor.
- 19 augusti – Teresa Immer (född 1723), italiensk sångare.
- 3 september – Josina van Aerssen (född 1733), holländsk tonsättare och målare.
- 10 september – Mary Wollstonecraft (född 1759), brittisk författare och feministisk filosof.
- 1 oktober – Adolf Ulric Grill (född 1752), svensk bruksägare, vetenskaplig samlare och amatörtonsättare.
- 12 oktober – Christina Elisabeth Carowsky (född 1745), svensk konstnär.
- okänt datum – Yuan Mei (född 1716), kinesisk författare.